# Geneviève Castrée
Geneviève Elverum, född Gosselin 9 april 1981 i Loretteville, Québec, död 9 juli 2016 i Anacortes, Washington, var en franskspråkig kanadensisk serieskapare, illustratör och musiker, känd som Geneviève Castrée samt Woelv och Ô Paon.